# Pavel Kolmakov
Pavel Kolmakov (Öskemen, 14 agosto 1996) è uno sciatore freestyle kazako, specialista nelle gobbe.

## Biografia
Nel 2014 ha debuttato ai giochi olimpici in Russia, a Sochi, concludendo la gara di gobbe in decima posizione.
Nel 2018 ha preso parte ai XXIII Giochi olimpici invernali a Pyeongchang venendo eliminato nel secondo turno della finale e classificandosi settimo nella gara di gobbe.

## Palmarès

### Coppa del Mondo
- Miglior piazzamento nella Coppa del Mondo generale di gobbe: 6º nel 2022
- 6 podi:
  - 4 secondi posti
  - 2 terzi posti

### Mondiali juniores
- 2 medaglie:
  - 2 bronzi (gobbe in parallelo a Chiesa in Valmalenco 2013; gobbe in parallelo ad Åre 2016)